# Méhfarkas
A méhfarkas (Philanthus triangulum) a rovarok (Insecta) osztályának a hártyásszárnyúak (Hymenoptera) rendjébe, ezen belül a fullánkosdarázs-alkatúak (Apocrita) alrendjébe és a szitásdarazsak (Crabronidae) családjába tartozó faj.
A magányos darázsfajok egyike. Európában és Észak-Afrikában él. A kifejlett darazsak virágporral és nektárral táplálkoznak, de lárváik számára házi méheket fognak. A nőstény minden lárvának egy kis üreget készít, és egy üregbe 3-6 lebénított méhet hord, majd lerakja petéjét. A lárvák táplálékigénye a nemüktől függ; a nőstényeknek eggyel több méhet kell elfogyasztaniuk, mint a hímeknek. Egy nőstény összesen akár 1000 méhet is elejthet, és a nőstények gyakran egymás közelében fészkelnek. A  Philanthus nem különböző fajai különböző méhfajokra vadásznak, de egyedül ez a faj fog házi méhet. Közép-Európában csak ezzel a fajjal táplálja utódait.
Zsákmányát távolról látással veszi észre, és csak akkor lép be a szaglás, ha már néhány centiméterre megközelítette. Kísérletek szerint a méhszagú tárgyakra is lecsap. A támadás olyan gyors, hogy nem ad helyt védekezésnek: a darázs lábaival megragadja áldozatát, és fullánkjával mérget fecskendez belé. Ezután hátsó lábával megszorítja a zsákmány potrohát, amitől az elraktározott nektár kicsöpög. Ezt a méhfarkas felnyalja, majd a zsákmányt hátra fordított helyzetben lábaival fogva viszi fészkéhez, ami ismét látás alapján talál meg.
Fészkének bejárata 1 cm átmérőjű, a kikapart föld karimát képez. Sík területeken a nőstény lezárja a bejáratot a különféle bogarak és fürkészdarazsak elleni védelmül. Ha falba ásta üregét, akkor nem zárja le. Az üreg akár 1 m hosszú is lehet. A fészek a csatorna végén levő tojásdad kamra 5-7 kamrával. A kikelő álca nyála elfolyósítja a méheket, és az álca ezt szívja fel, és csak a méhek páncélját hagyja meg. Pergamenszerű tokban bábozódik be úgy, hogy sem az üreg fenekét, sem az oldalsó falakat nem érinti. 
Sokáig azt feltételezték, hogy a méreg tartósítja, és csak lebénítja, és nem pusztítja el a méheket, így a méhek húsa friss marad. Azonban a Würzburg Egyetem biológiai központjában Erhard Strohm kutatócsoportjának kísérletsorozata szerint nem a méreg tartósítja a méheket, hanem az, hogy a méhfarkas jól átnyalogatja őket. Ezzel napokig megőrizték frissességüket, míg a csak méreggel kezelt méhek néhány órán belül megromlottak.
Június közepétől figyelhető meg. A fekete-sárga rovar felismerhető nagy fejéről, közepükön vastagabb szárnyairól, a nőstény sörtéiről, és a szitakötőkhöz hasonló repülési technikájáról ismerhető fel. A nőstény testhossza 13–18 mm, a hím ennél jóval kisebb, 8–10 mm. Az álca fehér, és kukac formájú.
Ha nagyon elszaporodik, akkor nagy károkat okoz a méhészetekben. Németországban volt olyan másfél hektáros terület, ahol összesen 1 millió 160 ezer elrabolt méh feküdt bénultan méhfarkasok fészkében. Védekezni ellene füvesítéssel lehet, vagy a területet agyaggal, kaviccsal, kőzúzalékkal borítani, és elhengerelni. Hűvösben a darázs kézzel is megfogható, ilyenkor nem tud szúrni.
Megtalálható Európa nagy részén, és elterjedt Szibériától a melegebb éghajlatú füves pusztákig. Mivel ezen a területen erős az emberi beavatkozás, ezért a méhfarkasok száma csökken.
Az Egyesült Királyságban sokáig ritka faj volt, és csak Isle of Wight és Suffolk szigetein voltak telepei. Azóta elterjedt, és még  Yorkshire-ben is fellelték (2002). Státusa RDB2 (sebezhető), de ezt várhatóan meg fogják változtatni elszaporodása és terjeszkedése miatt.
Újabb kutatások szerint a lárvákat antibiotikumokkal védi. Speciális csáp alatti mirigyeiben sztreptomicin baktériumokat tenyészt, amiket a sejt fedelére ken. A lárvák felveszik a baktériumokat, és gubójukba is beleszövik. Ez növeli túlélési esélyeiket, ugyanis a baktériumok által termelt anyagok védik a lárvát és a bábot a többi baktériumtól és a gombáktól.
A méhfarkas legfőbb természetes ellensége a Hedychrum rutilans élősködő darázs.

## Fordítás
- Ez a szócikk részben vagy egészben  az   European beewolf című angol Wikipédia-szócikk fordításán alapul.  Az eredeti cikk szerkesztőit annak laptörténete sorolja fel. Ez a jelzés csupán a megfogalmazás eredetét és a szerzői jogokat jelzi, nem szolgál a cikkben szereplő információk forrásmegjelöléseként.
- Ez a szócikk részben vagy egészben  a   Bienenwolf (Wespe) című német Wikipédia-szócikk fordításán alapul.  Az eredeti cikk szerkesztőit annak laptörténete sorolja fel. Ez a jelzés csupán a megfogalmazás eredetét és a szerzői jogokat jelzi, nem szolgál a cikkben szereplő információk forrásmegjelöléseként.